# كلايس أولدنبورغ
كلايس أولدنبورغ (بالسويدية: Claes Oldenburg )‏ (و. 1929  م) هو فنان، ونحات، ورسام، ومصصم جرافك من السويد، والولايات المتحدة، ولد في ستوكهولم، شارك في معرض دوكومنتا الرابع ‏، ودوكومنتا 5 ‏، ودوكومنتا 7 ‏، وهو عضوٌ في الأكاديمية الأمريكية للفنون والآداب، والأكاديمية الأمريكية للفنون والعلوم، والأكاديمية الملكية السويدية للفنون.

## جوائز
حصل على جوائز منها:
- جائزة رولف شوك في الفنون البصرية ‏ (1995)
- الميدالية الوطنية للفنون.

## روابط خارجية
- كلايس أولدنبورغ على موقع الموسوعة البريطانية (الإنجليزية)
- كلايس أولدنبورغ على موقع مونزينجر (الألمانية)
- كلايس أولدنبورغ على موقع ميوزك برينز (الإنجليزية)
- كلايس أولدنبورغ على موقع إن إن دي بي (الإنجليزية)
- كلايس أولدنبورغ على موقع ديسكوغز (الإنجليزية)